# Guerra financiera

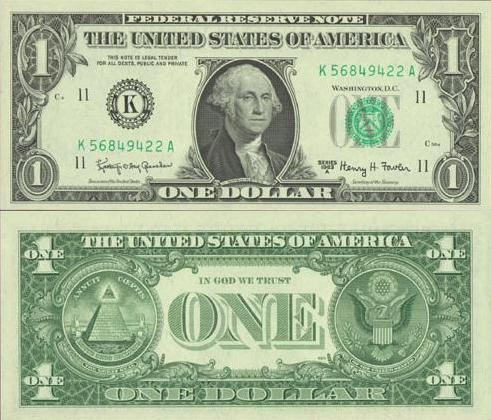
Billete de 1 dólar de los Estados Unidos, principal divisa refugio global. Según algunos autores, la eventual competencia del euro como divisa refugio despertó tensiones económicas y financieras entre EE. UU. y la UE.

Recibe el nombre de guerra financiera o guerra económica la contienda que a través de la manipulación de las finanzas y la economía busca el apropiamiento de la riqueza. Como contrapartida a la agitación económica, los grupos perdedores se empobrecen, causando una devastación de tipo social. De esta manera, se logra el control de los medios de producción, la fuerza laboral, los recursos naturales y las instituciones de un territorio sin necesidad de su conquista militar. Los mecanismos utilizados en la guerra financiera se basan en la especulación, entre ellos el comercio derivado, los cambios adelantados de divisas, las opciones de divisas, los fondos de cobertura y los fondos indizados. Como resultado, la política monetaria queda en manos de acreedores privados con capacidad para congelar presupuestos estatales, paralizar procesos de pago, inhibir salarios y eliminar total o parcialmente programas sociales y productivos, en tanto la distribución de la renta favorece a las rentas financieras y, en general, a cualquier capital.
En última instancia, la guerra financiera pertenece a un subgrupo de conflictos no armados progresivamente utilizados tras el fin del colonialismo, grupo al que pertenecen también la guerra mediática, la guerra alimentaria y la guerra viro-demográfica, entre otras. Sin embargo, las guerras financieras se remontan siglos atrás. Con ese nombre se calificó las tensiones económicas perpetradas por los acreedores genoveses contra el Imperio español en el siglo XVII.

## Motivos
El énfasis en las llamadas guerras financieras frente a otras formas de contienda se produce con la acentuación de la globalización. Dichas guerras se producen como medios de lograr la hegemonía económica y afectan negativamente a los rivales (Estados) con menor nivel de desarrollo. Se busca principalmente la influencia sobre los recursos naturales (petróleo, gas y minerales) y el capital humano (trabajadores especializados a bajo costo) de las regiones menos desarrolladas.

## Consecuencias
Las consecuencias de las guerras financieras para las potencias vencedoras son el acaparamiento por empresas multinacionales de los recursos codiciados a bajo coste, además del peso de las decisiones económico-financieras en la política local. El control de las sociedades y del capital privado tiende actualmente a quedar en manos de instituciones financieras no bancarias ligadas a multinacionales.
Para los países en desventaja, el coste se traduce en políticas económicas, frecuentemente de carácter estructural, que llevan a la apertura comercial dependiente acelerada, la desregularizacion económica y las privatizaciones de empresas públicas. Según algunos opositores del liberalismo, este tipo de medidas, auspiciadas en torno al año 2000 por el Fondo Monetario Internacional y el Banco Mundial en países como Argentina, México e Indonesia, tienen como consecuencias inmediatas y directas la disminución de los salarios reales, el desempleo y el aumento del empleo precario y la desindustrialización, falta de inversiones internas. Estos factores conducen a la dependencia económica de las grandes potencias económicas globales.
A medio plazo, la productividad del trabajo aumenta, si bien sus ganancias se dirigen a beneficios y rentas, mientras que apenas se producen incrementos en los salarios, disminuciones reales del desempleo, disminución de horarios laborales ni aumentos de inversiones laborales, lo que significa la explotación del trabajo.

## Guerras financieras

### Crisis asiática
Como ejemplo de guerra financiera se acepta comúnmente la crisis financiera asiática de 1997. En esa ocasión grandes bancos internacionales hincharon sus cuentas garantizando hipotecas incluso a deudores que no podían afrontarlas. Después vendían los títulos de riesgo a otros intermediarios financieros, de modo que sus balances quedaran limpios. La deuda se convertía en CDOs (en inglés: collateralized debt obligations), que gozaban de altas notas crediticias, y gracias a ello atraían a su compra a inversores de todo el mundo. Mientras los bancos centrales no regularon la situación.

### Guerra financiera contra el terror
Otros autores utilizan el término guerra financiera para referirse a la política estadounidense tras el 11 de septiembre de 2001, que derivó en las guerras de Afganistán e Irak, donde los controles financieros fueron desmantelados para después someter financieramente a esas regiones mediante aparatos institucionales. La llamada guerra financiera contra el terrorismo no se limita a los Estados Unidos. De hecho, Reino Unido anunció la creación en 2006, bajo el gobierno de Gordon Brown, de un parque tecnológico para salvaguardar datos financieros, entendidos como piezas clave para combatir el terrorismo internacional.

### Tensiones entre EE. UU. y UE
De igual modo, algunos autores tildan de guerra económica y financiera a las tensiones económicas en los mercados de cambio, los ataques especulativos en los mercados financieros y las crisis geopolíticas en áreas de influencia que enfrentan a comienzos del siglo XXI a Estados Unidos y la Unión Europea.
Concretamente, y descontando las tensiones económicas anteriores a 2008 en regiones de influencia (Sudamérica y Cercano Oriente), que hubieran supuesto un pulso económico entre Europa y Estados Unidos, autores como Folker Hellmeyer, analista jefe del banco Bremer Landesbank, han teorizado que la crisis de la deuda soberana europea es una guerra financiera planeada y deliberada por Estados Unidos y Reino Unido contra la Europa de la zona euro. En este sentido Warren Buffett, uno de los mayores inversores universales, calificó los derivados financieros de armas financieras de destrucción masiva.